# Емина Краснић
Емина Краснић (12. мај 1976) је српска рукометашица. Са репрезентацијом СР Југославије освојила је бронзану медаљу на Светском првенству 2001. Носилац је националног спортског признања Републике Србије.
Неко од клубова за које је играла су Раднички из Београда и шпанска Гран Канарија.